# نادي دجلة
نادي دجلة الرياضي هو فريق كرة قدم عراقي مقره في ميسان، يلعب في الدوري العراقي الدرجة الثانية.

## روابط خارجية
أندية العراق - تواريخ التأسيس